# خوسيه ألبرتو كوينيز
خوسيه ألبرتو كوينيز نافارو (بالإنجليزية: José Alberto Quiñónez Navarro؛ مواليد 28 يوليو 1990) هو مُقاتل فنون قتالية مختلطة مكسيكي.

## وصلات خارجية
- خوسيه ألبرتو كوينيز على موقع يو إف سي (الإنجليزية)
- خوسيه ألبرتو كوينيز على موقع شيردوغ (الإنجليزية)
- خوسيه ألبرتو كوينيز على موقع Tapology.com (الإنجليزية)
- خوسيه ألبرتو كوينيز على موقع IMDb (الإنجليزية)